# 鈍吻明蛇鰻
鈍吻明蛇鰻（学名：Dalophis obtusirostris）為輻鰭魚綱鰻鱺目糯鰻亞目蛇鰻科的其中一種，分布於東大西洋區，從茅利塔尼亞至塞內加爾海域，體長可達38.8公分，棲息於沙泥底質海域，屬肉食性，生活習性不明。
其种加词“obtusirostris”意为“钝吻的”。